# Lechriodus
Lechriodus é um gênero de anfíbios da família Limnodynastidae.
As seguintes espécies são reconhecidas:
- Lechriodus aganoposis Zweifel, 1972
- Lechriodus fletcheri (Boulenger, 1890)
- Lechriodus melanopyga (Doria, 1875)
- Lechriodus platyceps Parker, 1940